# Jaylen Waddle
Pour les articles homonymes, voir Waddle.
(en) Statistiques sur pro-football-reference
Jaylen Waddle, né le 25 novembre 1998 à Houston au Texas, est un sportif professionnel américain de football américain évoluant au poste de wide receiver dans la National Football League (NFL) depuis la saison 2021 pour la franchise des Dolphins de Miami.
Il a joué au niveau universitaire pour le Crimson Tide de l'université de l'Alabama (2018 à 2020) pendant trois saisons dans la NCAA Division I FBS avant d'être sélectionné en sixième choix lors du premier tour de la draft 2021 de la NFL par les Dolphins.
Avec le Crimson Tide, il remporte le titre national NCAA 2020.

## Biographie

### Jeunesse
Waddle étudie au lycée Episcopal (en) de Bellaire au Texas, où il joue au football américain aux postes de receveur et de kickoff returner. En fin de son année senior, il joue dans l'U.S. Army All-American Game (en).
Il se lie avec l'université de l'Alabama,,. pour y jouer au football américain universitaire lors du National Signing Day 2018 après avoir reçu des offres du Texas, Texas A&M, Florida State, TCU et Oregon.

### Carrière universitaire
Lors de sa saison en tant que freshman avec le Crimson Tide de l'Alabama , Wddle  inscrit sept touchdowns et gagné un total de 848 yards en réceptions. En tant que punt returner, il gagne également 233 yards en 16 retours. Fin de saison 2018, il est désigné meilleur joueur freshman de la Southeastern Conference (SEC).
La saison suivante, il effectue 33 réceptions pour un gain de 560 yards et six touchdowns,. Il inscrit également un touchdown à la suite d'un retour de punt de 77 yards contre les Tigers de LSU et un touchdown de 98 yards sur retour de kickoff contre les Tigers d'Auburn. Fin de saison 2019, il est désigné meilleur joueur des équipes spéciales de la SEC et obtient sa sélection dans la première équipe de cette conférence.
Le 24 octobre 2020, Waddle se casse sa cheville droite à la suite d'un plaquage alors qu'il effectue le retour de kickoff du match contre les Volunteers du Tennessee. Il effectue son retour lors du College Football Championship Game 2021 qu'il remporte en battant les Buckeyes d'Ohio State remportant ainsi le titre national NCAA 2010.
Le 14 janvier 2021, Waddle annonce qu'il fait l'impasse sur sa dernière année d'éligibilité afin de se présenter à la draft 2021 de la NFL.

### Carrière professionnelle
| Taille              | Poids          | Bras            | Main           | Sprint   | Sprint   | Sprint   | Shuttle 20 yards | 3 cones drill | Détente   | Détente     | Développé couché | Test Wonderlic |
| Taille              | Poids          | Bras            | Main           | 40 yards | 10 yards | 20 yards | Shuttle 20 yards | 3 cones drill | verticale | horizontale | Développé couché | Test Wonderlic |
| 1,77 m (5 ft 9½ in) | 82 kg (180 lb) | 77 cm (30 ⅜ in) | 23 cm (9 ⅛ in) | 4,37 s   | -        | -        | -                | -             | -         | -           | -                | -              |

#### Draft
Waddle est sélectionné en 6e choix global lors du premier tour de la draft 2021 de la NFL par la franchise des Dolphins de Miami, retrouvant Tua Tagovailoa, qui était son quarterback à Alabama.

#### Dolphins de Miami
Le 14 mai 2021, Waddle signe son contrat rookie d'une durée de quatre ans pour un montant de 27,1 millions de dollars avec les Dolphins.

##### 2021
Waddle joue son premier match professionnel le 12 septembre 2021 contre les Patriots où joue Mac Jones, son ancien équipier au poste de quarterback à Alabama (victoire 17 à 16). Waddle effectue quatre réceptions sur les six ballons qui lui ont été adressés et gagne 61 yards. Il inscrit également son premier touchdown à la suite d'une réception d'une passe de 3 yards de Tua Tagovailoa. Il réalise sa première grosse performance en 12e semaine contre les Panthers (victoire 33 à 10), en gagnant un total de 137 yards en réceptions.
Lors de son 16e match de la saison, avec 104 réceptions, il établit le record de réceptions réussies par un rookie sur une saison, battant le vieux record détenu par Anquan Boldin de 101 réceptions. Son record sera battu en 2023 par Puka Nacua.
Waddle termine sa saison rookie avec un total de 104 réceptions pour un gain de 1 015 yards et sept touchdowns.

##### 2022
Contre les Ravens en 2e semaine, Waddle réussit 11 réceptions (record en carrière), gagne 171 yards et inscrit 2 touchdowns dont celui donnant la victoire aux Dolphins (42 à 38).
En 16e semaine contre les Packers, il inscrit un touchdown de 84 yards à la suite d'une réception,.
Waddle termine la saison avec 75 réceptions, 1 356 yards (moyenne de 18,1 yards par réception) et 8 touchdowns.

##### 2023
En 2e semaine contre les Patriots de la Nouvelle-Angleterre, Waddle doit quitter le terrain à la suite d'une commotion cérébrale et ne joue pas le match contre les Broncos de Denver la semaine suivante. Il termine la saison avec un bilan de 72 réceptions pour un gain de 1 014 yards et quatre touchdowns lors des 14 matchs qu'il a disputés,.

##### 2024
Le 29 avril 2024, les Dolphins activent l'option de cinquième année du contrat rookie de Waddle et le 30 mai, les deux parties s'accorde sur une extension de contrat de trois ans pour un montant de 84,75 millions de dollars.

## Statistiques

### Universitaires
| Année       | Équipe                    | Statut      | MJ |     | Passes réceptionnées | Passes réceptionnées | Passes réceptionnées | Passes réceptionnées |       | Courses | Courses | Courses | Courses |
| Année       | Équipe                    | Statut      | MJ | Nb. | Yards                | Moy.                 | TD                   | Nb.                  | Yards | Moy.    | TD      |         |         |
| 2018        | Crimson Tide de l'Alabama | Fr.         | 15 | 045 | 0 848                | 18,8                 | 07                   | -                    | -     | -       | -       |         |         |
| 2019        | Crimson Tide de l'Alabama | So.         | 13 | 033 | 0 560                | 17,0                 | 06                   | 1                    | 05    | 5,0     | -       |         |         |
| 2020        | Crimson Tide de l'Alabama | Jr.         | 6  | 028 | 0 591                | 21,1                 | 04                   | 3                    | 12    | 4,0     | -       |         |         |
| Totaux NCAA | Totaux NCAA               | Totaux NCAA | 34 | 106 | 1 999                | 18,9                 | 17                   | 4                    | 17    | 4,5     | -       |         |         |

### Professionnelles
| Année      | Équipe            | MJ |                | Passes réceptionnées | Passes réceptionnées | Passes réceptionnées | Passes réceptionnées |                | Courses        | Courses        | Courses | Courses |  | Fumbles | Fumbles |
| Année      | Équipe            | MJ | Nb.            | Yards                | Moy.                 | TD                   | Nb.                  | Yards          | Moy.           | TD             | Nb.     | Perdus  |  |         |         |
| 2021       | Dolphins de Miami | 16 | 104            | 1 015                | 09,8                 | 6                    | 2                    | 03             | 1,5            | 1              | 2       | 1       |  |         |         |
| 2022       | Dolphins de Miami | 17 | 075            | 1 356                | 18,1                 | 8                    | 3                    | 26             | 8,7            | 0              | 1       | 1       |  |         |         |
| 2023       | Dolphins de Miami | 14 | 072            | 1 014                | 14,1                 | 4                    | 3                    | 12             | 4,0            | 0              | 0       | 0       |  |         |         |
| 2024       | Dolphins de Miami | ?  | Saison à venir | Saison à venir       | Saison à venir       | Saison à venir       | Saison à venir       | Saison à venir | Saison à venir | Saison à venir | ?       | ?       |  |         |         |
| Totaux NFL | Totaux NFL        | 47 | 251            | 3 385                | 13,5                 | 18                   | 8                    | 41             | 5,1            | 1              | 3       | 2       |  |         |         |

| Année      | Équipe            | MJ |     | Passes réceptionnées | Passes réceptionnées | Passes réceptionnées | Passes réceptionnées |       | Courses | Courses | Courses | Courses |  | Fumbles | Fumbles |
| Année      | Équipe            | MJ | Nb. | Yards                | Moy.                 | TD                   | Nb.                  | Yards | Moy.    | TD      | Nb.     | Perdus  |  |         |         |
| 2022       | Dolphins de Miami | 1  | 3   | 44                   | 14,7                 | 0                    | 1                    | 08    | 8,0     | 0       | 0       | 0       |  |         |         |
| 2023       | Dolphins de Miami | 1  | 2   | 31                   | 15,5                 | 0                    | 1                    | 09    | 9,0     | 0       | 0       | 0       |  |         |         |
| Totaux NFL | Totaux NFL        | 2  | 5   | 75                   | 15,0                 | 0                    | 2                    | 17    | 8,5     | 0       | 0       | 0       |  |         |         |